# Дон-Текс
«Дон-Текс» — ранее существовавший российский женский футбольный клуб из города Шахты.

## История
Первый женский футбольный клуб Ростовской области был основан 29 ноября 1997 года в поселке Каменоломни, уже на следующий год клуб переехал в Шахты. На высшем уровне в чемпионате России играл в 2000-2002 годах. К созданию футбольного клуба президент клуба Борзенко А. В. шёл с 26 августа 1990 года, когда на «День шахтёра» в городе прошёл матч женских команд «Скороход» Ленинград — «Текстильщик» Раменское.

## Названия клуба
- 1998 — «Нива» (Каменоломни, Ростовская область)
- 1999—2003 — «Дон-Текс» (Шахты, Ростовская область)

## Достижения

### Титульные
Чемпионат России
- 7 место — 2002

Кубок России
- ¼ финала — 2000

### Матчевые
самая крупная победа (без учёта технических результатов)
- 3:0 над «Волжанкой» в Высшем дивизионе в 2002 году

самые крупные поражения
- 0:11 от «Рязани-ТНК» 20.09.2000 в Высшем дивизионе[4]
- 0:7 от «Энергии-XXI век» дважды в 2000 в Кубке России

## Статистика выступлений
без учёта мячей забитых в сериях послематчевых пенальти
с учётом технических результатов

| Сезон                            | Клуб                             | Чемпионат России                 | Чемпионат России                 | Чемпионат России                 | Чемпионат России | Чемпионат России | Чемпионат России | Чемпионат России | Чемпионат России | Чемпионат России | Чемпионат России | Чемпионат России | Кубок         | Источники    |
| Сезон                            | Клуб                             | Дивизион                         | Этап                             | Место                            | И                | В                | Н                | П                | МЗ               | МП               | РМ               | О                | Кубок         | Источники    |
| -------------------------------- | -------------------------------- | -------------------------------- | -------------------------------- | -------------------------------- | ---------------- | ---------------- | ---------------- | ---------------- | ---------------- | ---------------- | ---------------- | ---------------- | ------------- | ------------ |
| 1998                             | Нива (Каменоломни)               | Первый дивизион                  | —                                | 6 из 7                           | 12               | 3                | 0                | 9                | 11               | 37               | -26              | 9                | не участвовал | [ 5 ]        |
| 1999                             | Дон-Текс (Шахты)                 | Первый дивизион                  | 1 этап                           | 2 из 7                           | 12               | 7                | 3                | 2                | 25               | 7                | +18              | 24               | не участвовал | [ 6 ]        |
| 1999                             | Дон-Текс (Шахты)                 | Первый дивизион                  | Турнир за 1 место                | 3 из 6                           | 6                | 1                | 3                | 2                | 11               | 14               | -3               | 6                | не участвовал | [ 6 ]        |
| 1999                             | Дон-Текс (Шахты)                 | Первый дивизион                  | Первый дивизион 1999 (Итог)      | 3 из 6                           | 18               | 8                | 6                | 4                | 36               | 21               | +15              | 14               | не участвовал | [ 6 ]        |
| 2000                             | Дон-Текс (Шахты)                 | Высший дивизион                  | —                                | 9 из 9                           | 16               | 0                | 1                | 15               | 5                | 68               | -63              | 1                | ¼ финала      | [ 7 ]        |
| 2001                             | Дон-Текс (Шахты)                 | Высший дивизион                  | 1 этап                           | 9 из 9                           | 16               | 0                | 1                | 15               | 1                | 64               | -63              | 1                | ⅛ финала      | [ 8 ]        |
| 2001                             | Дон-Текс (Шахты)                 | Высший дивизион                  | Турнир за 6 место                | 9 из 9                           | 6                | 0                | 0                | 6                | 1                | 9                | -8               | 0                | ⅛ финала      | [ 8 ]        |
| 2001                             | Дон-Текс (Шахты)                 | Высший дивизион                  | Высший дивизион 2001 (Итог)      | 9 из 9                           | 22               | 0                | 1                | 21               | 2                | 73               | -71              | 1                | ⅛ финала      | [ 8 ]        |
| 2002                             | Дон-Текс (Шахты)                 | Высший дивизион                  | —                                | 7 из 10                          | 18               | 5                | 3                | 10               | 21               | 39               | -18              | 18               | ⅛ финала      | [ 9 ] [ 10 ] |
| Итого Первый дивизион (2 сезона) | Итого Первый дивизион (2 сезона) | Итого Первый дивизион (2 сезона) | Итого Первый дивизион (2 сезона) | Итого Первый дивизион (2 сезона) | 30               | 11               | 6                | 13               | 47               | 58               | -11              |                  |               |              |
| Итого Высший дивизион (3 сезона) | Итого Высший дивизион (3 сезона) | Итого Высший дивизион (3 сезона) | Итого Высший дивизион (3 сезона) | Итого Высший дивизион (3 сезона) | 56               | 5                | 5                | 46               | 28               | 114              | -86              |                  |               |              |
| Всего                            | Всего                            | Всего                            | Всего                            | Всего                            | 86               | 16               | 11               | 59               | 75               | 172              | -97              |                  |               |              |

1. ↑  в сезоне 1999 итоговое количество очков определялось по сумме очков, набранных в матчах 2-го этапа и бонусных очков, набранных в матчах 1-го этапа с командами, которые вышли во 2-й этап из той же половины команд в верхней или нижней части таблицы 1-го этапа
2. ↑  после сезона 2002 «Дон-Текс» прекратил существование в межсезонье

### Кубок России
без учёта мячей забитых в сериях послематчевых пенальти
без учёта технических результатов

| Сезон             | Кубок России | Кубок России | Кубок России | Кубок России | Кубок России | Кубок России | Кубок России | Кубок России |
| Сезон             | И            | В            | Н            | П            | МЗ           | МП           | РМ           | Итог         |
| ----------------- | ------------ | ------------ | ------------ | ------------ | ------------ | ------------ | ------------ | ------------ |
| 2000              | 2            | 0            | 0            | 2            | 0            | 14           | -14          | ¼ финала     |
| 2001              | 1            | 0            | 0            | 1            | 0            | 3            | -3           | ⅛ финала     |
| 2002              | 1            | 0            | 0            | 1            | 0            | 3            | -3           | ⅛ финала     |
| Итого за 3 сезона | 4            | 0            | 0            | 4            | 0            | 20           | -20          |              |

- 2000 | 1/4 | «Дон-Текс» — «Энергия» (Воронеж) 0:7, 0:7

- 2001 | Отборочный тур | «Дон-Текс» — «Волжанка» (Чебоксары) 0:3

- 2002 | Отборочный тур | «Дон-Текс» — «Энергия» (Воронеж) 0:3

## Известные игроки
| - Анна Астапенко - Наталья Вербовская - Олеся Грибова (вр.) - Галина Губина - Евгения Оргина | - Яна Степанова (вр.) - Эльвира Тодуа (вр.) - Надежда Токсарова - Олеся Трунтаева - Ольга Федченко |